# 干盐池
干盐池也称干盐湖、霍隆托湖，是一个位于中国内蒙古自治区阿拉善左旗额尔克哈什哈苏木查干淖日嘎查以西的干盐湖，系腾格里沙漠北部的风蚀洼地形成。湖面高程1319米，长6千米，最大宽4千米，平均宽2.75千米，面积16.5平方千米。盐类矿床主要是石盐。